# Hermidio Barrantes
Hermidio Barrantes Cascante (Puntarenas, 2 de septiembre de 1964) es un exfutbolista costarricense. Jugó como guardameta por 16 temporadas en varios equipos de la Primera División de Costa Rica, incluyendo tres de los cuatro clubes grandes del fútbol local. Con todos ellos obtuvo títulos nacionales e internacionales. 
También participó como el segundo portero que integró la selección de Costa Rica en el Mundial de Italia 90.
En el balompié tico tuvo un total de 396 apariciones, mientras que en la Tricolor, tuvo 38 presencias.

## Trayectoria

### Clubes
Hermidio Barranes se inició en las divisiones menores del equipo de su ciudad natal, el Municipal Puntarenas. Debutó en Primera División en 1984, a los 20 años. Fue parte del equipo de Puntarenas que ganó el campeonato de 1986, como el tercer guardameta. Se mantuvo con los porteños hasta 1991, siendo un titular indiscutible en la portería.
En 1992, fue contratado por el Club Sport Herediano, club con el que ganó el cetro nacional de 1992-1993. En 1994 se trasladó por tres temporadas al Club Sport Cartaginés, donde obtuvo un subcampeonato nacional y la Copa de Campeones de la Concacaf 1994. Esto le permitió jugar la final de la Copa Interamericana de 1996, frente al Vélez Sarfield de Argentina.
Mientras vistió los colores del Cartaginés, estableció uno de los récord más importantes de imbatibilidad en un portero costarricense: 763 minutos sin recibir goles (8 juegos entre el 06/01/96 y el 08/02/96), el tercero en el fútbol nacional.
Barrantes finalizó su carrera profesional a la edad de 38 años, jugando con la Asociación Deportiva Limonense.

### Selección nacional
La primera aparición de Hermidio Barrantes con la selección fue en un amistoso ante Polonia, el 7 de febrero de 1989, y participó en un total de 38 juegos oficiales internacionales.
Fue parte de la selección nacional que actuó en la Copa Mundial de 1990 celebrada en Italia, y jugó como titular frente a Checoslovaquia en el cuarto y último de los encuentros diputados, sustituyendo al lesionado Luis Gabelo Conejo.
Posteriormente, intervino en los fracasados procesos eliminatorios rumbo a los Mundiales de Estados Unidos 94 y Francia 98, con un total de 12 partidos realizados por el equipo nacional. 
Barrantes fue convocado a varios torneos regionales importantes en la década de los 90s, alternando la titularidad con Erick Lonnis: Copa Centroamericana 1991, 1993, 1995, 1997 y 1999; la Copa de Oro 1991, 1998 y 2000 en Estados Unidos y la Copa América 1997 en Bolivia.
Jugó su último encuentro internacional el 20 de febrero de 2000 contra Trinidad y Tobago, en encuentro válido por la Copa de Oro 2000.

## Clubes
| Temporada | Club                  | País       |
| --------- | --------------------- | ---------- |
| 84/85     | Municipal Puntarenas  | Costa Rica |
| 85/86     | Municipal Puntarenas  | Costa Rica |
| 86/87     | Municipal Puntarenas  | Costa Rica |
| 87/88     | Municipal Puntarenas  | Costa Rica |
| 88/89     | Municipal Puntarenas  | Costa Rica |
| 89/90     | Municipal Puntarenas  | Costa Rica |
| 90/91     | Municipal Puntarenas  | Costa Rica |
| 91/92     | Municipal Puntarenas  | Costa Rica |
| 92/93     | Municipal Puntarenas  | Costa Rica |
| 93/94     | Club Sport Herediano  | Costa Rica |
| 93/94     | Club Sport Cartaginés | Costa Rica |
| 94/95     | Club Sport Herediano  | Costa Rica |
| 95/96     | Club Sport Herediano  | Costa Rica |
| 96/97     | Club Sport Herediano  | Costa Rica |
| 97/98     | Club Sport Herediano  | Costa Rica |
| 98/99     | Club Sport Cartaginés | Costa Rica |
| 99/00     | AD Santa Bárbara      | Costa Rica |
| 00/01     | Deportivo Saprissa    | Costa Rica |
| 01/02     | Club Sport Herediano  | Costa Rica |
| 02/03     | AD Limonense          | Costa Rica |

## Participaciones internacionales

### Copa del Mundo
| Mundial           | Sede   | Resultado        |
| ----------------- | ------ | ---------------- |
| Copa Mundial 1990 | Italia | Octavos de final |

### Copa América
| Competición       | Sede    | Resultado    |
| ----------------- | ------- | ------------ |
| Copa América 1997 | Bolivia | Primera fase |

### Copa UNCAF
| Competición     | Sede       | Resultado |
| --------------- | ---------- | --------- |
| Copa Uncaf 1991 | Costa Rica | Campeón   |
| Copa Uncaf 1997 | Guatemala  | Campeón   |

### Copa de Oro de la CONCACAF
| Competición                     | Sede           | Resultado        |
| ------------------------------- | -------------- | ---------------- |
| Copa de Oro de la Concacaf 1991 | Estados Unidos | Semifinales      |
| Copa de Oro de la Concacaf 1998 | Estados Unidos | Primera fase     |
| Copa de Oro de la Concacaf 2000 | Estados Unidos | Cuartos de final |

## Palmarés

### Títulos nacionales
| Título                         | Equipo               | País       | Año  |
| ------------------------------ | -------------------- | ---------- | ---- |
| Primera División de Costa Rica | Municipal Puntarenas | Costa Rica | 1986 |
| Primera División de Costa Rica | Club Sport Herediano | Costa Rica | 1993 |

### Títulos internacionales
| Título                           | Equipo                  | País                                    | Año  |
| -------------------------------- | ----------------------- | --------------------------------------- | ---- |
| Copa Centroamericana             | Selección de Costa Rica | Costa Rica                              | 1991 |
| Copa de Campeones de la Concacaf | Club Sport Cartaginés   | Norteamérica, Centroamérica y el Caribe | 1994 |
| Copa Centroamericana             | Selección de Costa Rica | Guatemala                               | 1997 |
| Copa Interclubes de la Uncaf     | Deportivo Saprissa      | Centroamérica                           | 1998 |